# 爆弾倉

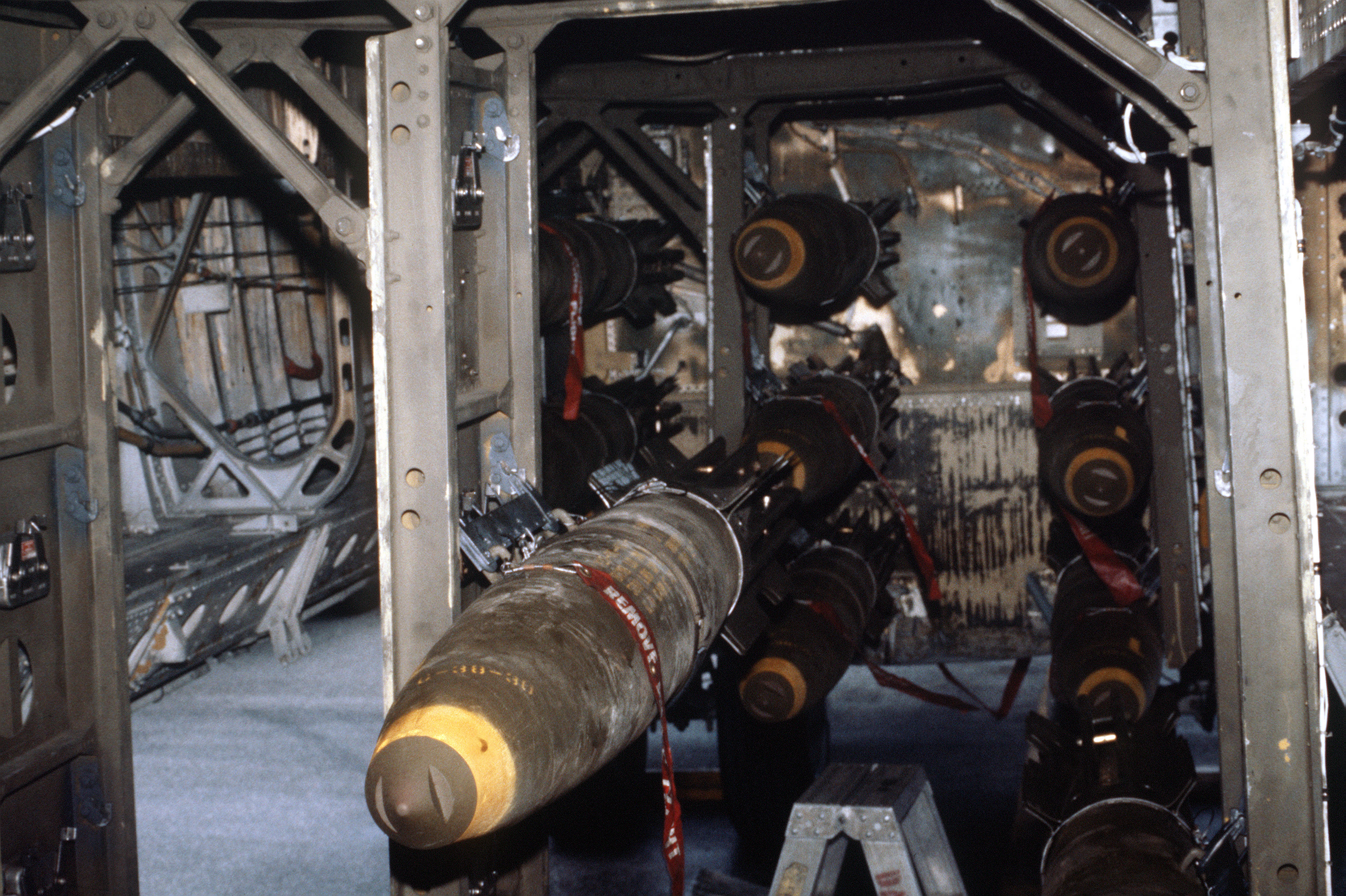
B-52Gの爆弾倉

爆弾倉（ばくだんそう、英語: Bomb bayまたはWeapons bay）は、軍用機の機体内部に設けられた爆弾、ミサイル等の収納スペースのこと。
第二次世界大戦後の機体では搭載兵装が爆弾以外にも多様化したため、兵器倉やウェポンベイとも呼ばれる。

## 概要
初期の軍用機は爆弾を翼あるいは胴体の下にぶら下げていたので、移動中深刻な空気抵抗を受けた。そのため、軍用航空の設計者は、爆弾を機体内部に移動した。これにより抵抗が削減され、速度と航続距離の向上を果たした。
しかし、一方で爆弾倉は構造が複雑化するため整備性や信頼性が低く、兵装を機内に搭載する必要から機体の大型化を招き、コストも増大した。また、設計によっては機体強度の弱体化を招いた。加えて、開閉機構が故障した場合、任務遂行が不可能になるという弱点も浮き彫りとなった。搭載兵装が多様化（特に四方に翼を生やしたミサイル）すると外部搭載に比べ弾体のサイズや形状の制約が大きい点も問題になった。そのため、Mk.80シリーズといった低抵抗爆弾が普及すると、元より激しい空戦機動は行わず機体強度上の問題が少ない爆撃機や対潜哨戒機はともかく、戦闘機や攻撃機では爆弾倉（ウェポンベイ）は廃止に向かい、翼や胴体のハードポイントに取付けられたパイロンを介して外部搭載が主になった。Tu-160やB-2のような戦略爆撃機はハードポイントを廃止し爆弾倉のみの搭載になった、しかしF-101、F-102、F-106は空気抵抗を減らすためウェポンベイを有していた。
風向きが変わったのはレーダーによる航空機の探知をより困難にするために開発されたステルス技術の導入で、機体外部に装備された爆弾やミサイルが強く電波を反射することで機体のステルス性能が損なわれるため、ウェポンベイを有する機体は再び増加に転じた。例としては、F-117、F-22、F-35がある。

## 種類

### 従来型の爆弾倉
最初に開発された方式で、爆弾を縦に並べて搭載しそれを並列で装備するものである。他の方式に比べ構造が簡単で、短時間で武装を投下可能な他、モードの選択により複数の投下方法を選択することもできる。

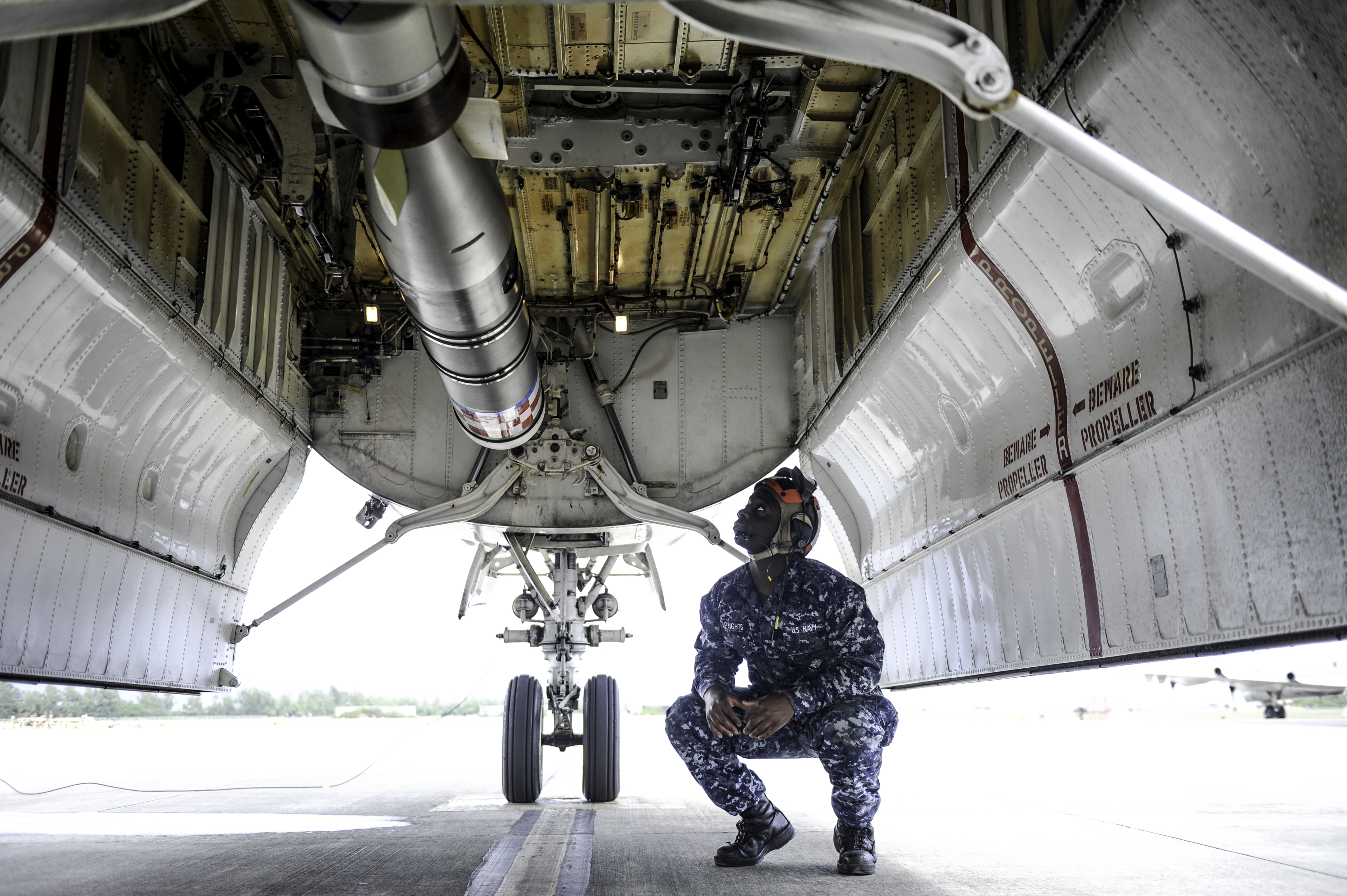
P-3Cのウェポンベイ
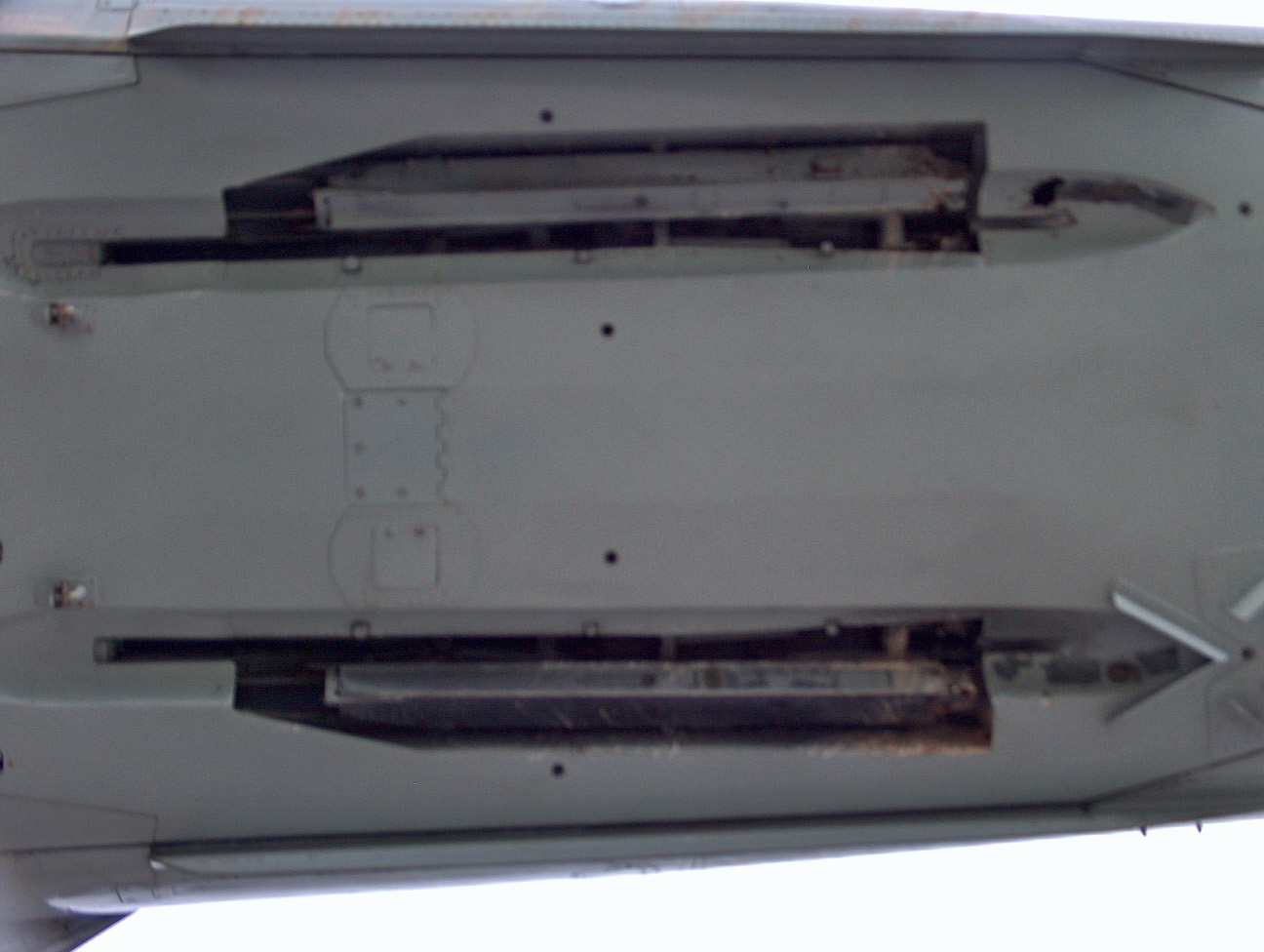
F-101Bの半埋め込み式ウェポンベイ

### ロータリーランチャー

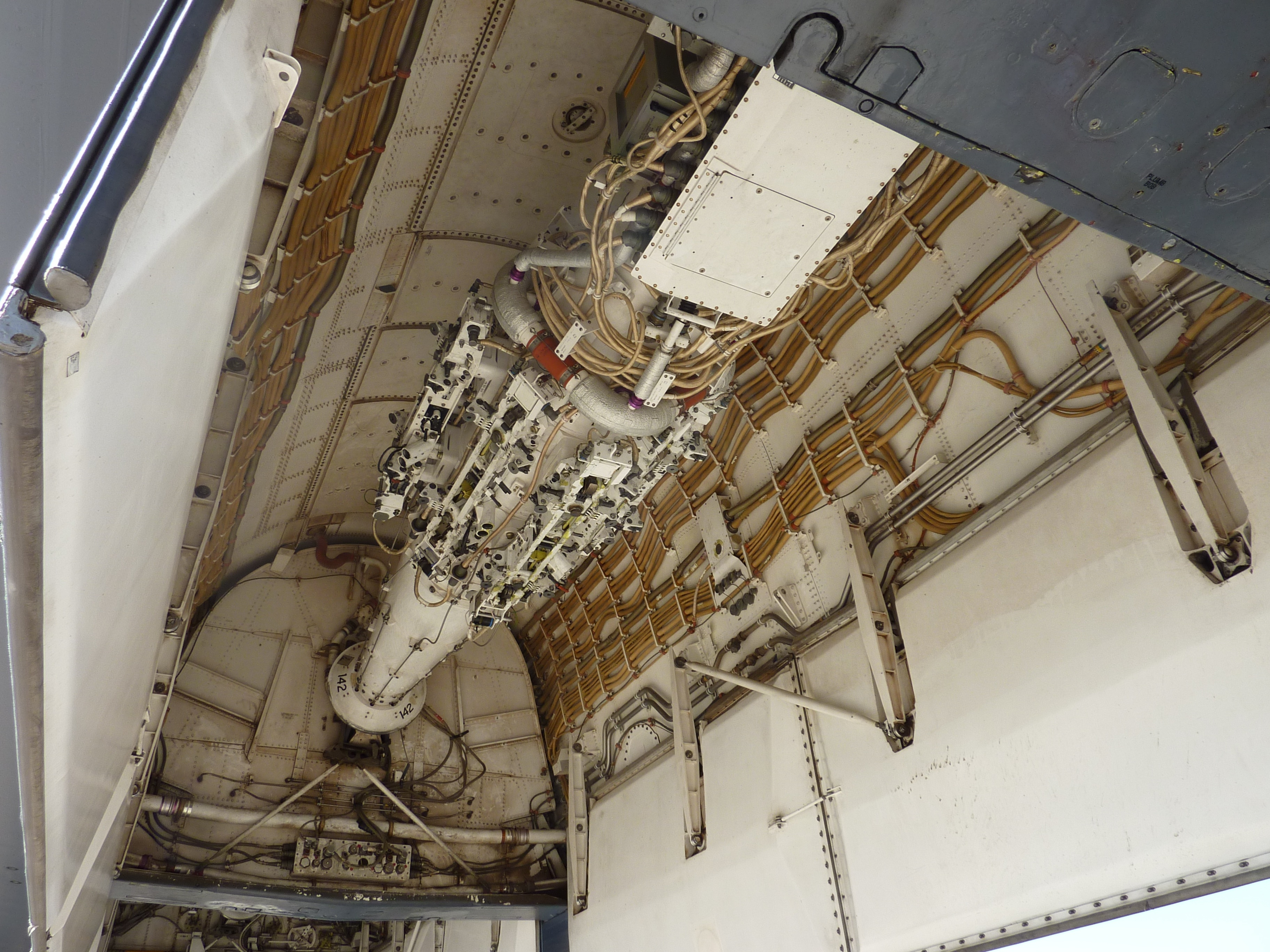
B-1Bのロータリーランチャー

リボルバーやグレネードランチャーの回転弾倉のようなものを内部に装備する方式。種類の異なる兵装を手軽に混載可能で、爆弾倉内の特定の武装のみを選択して投下することもできる。特に核兵器ないしは長射程の巡航ミサイルのような複雑で機密性の高い武器に発射不可能となるトラブルが生じた場合、鹵獲される危惧から投棄はできず、従来形式の爆弾倉では投下順が後の弾を発射できなくなってしまうが、ロータリー式ならトラブルを生じた弾を機内に残して他は撃ちきることができる。
構造上、次の投下まで時間がかかり（例えばB-1のロータリーランチャーは7秒を必要する）、構造が複雑で爆弾架（投射装置）が大きくかさばるので兵器搭載量は少なくなる欠点がある。

### 近代的な爆弾倉

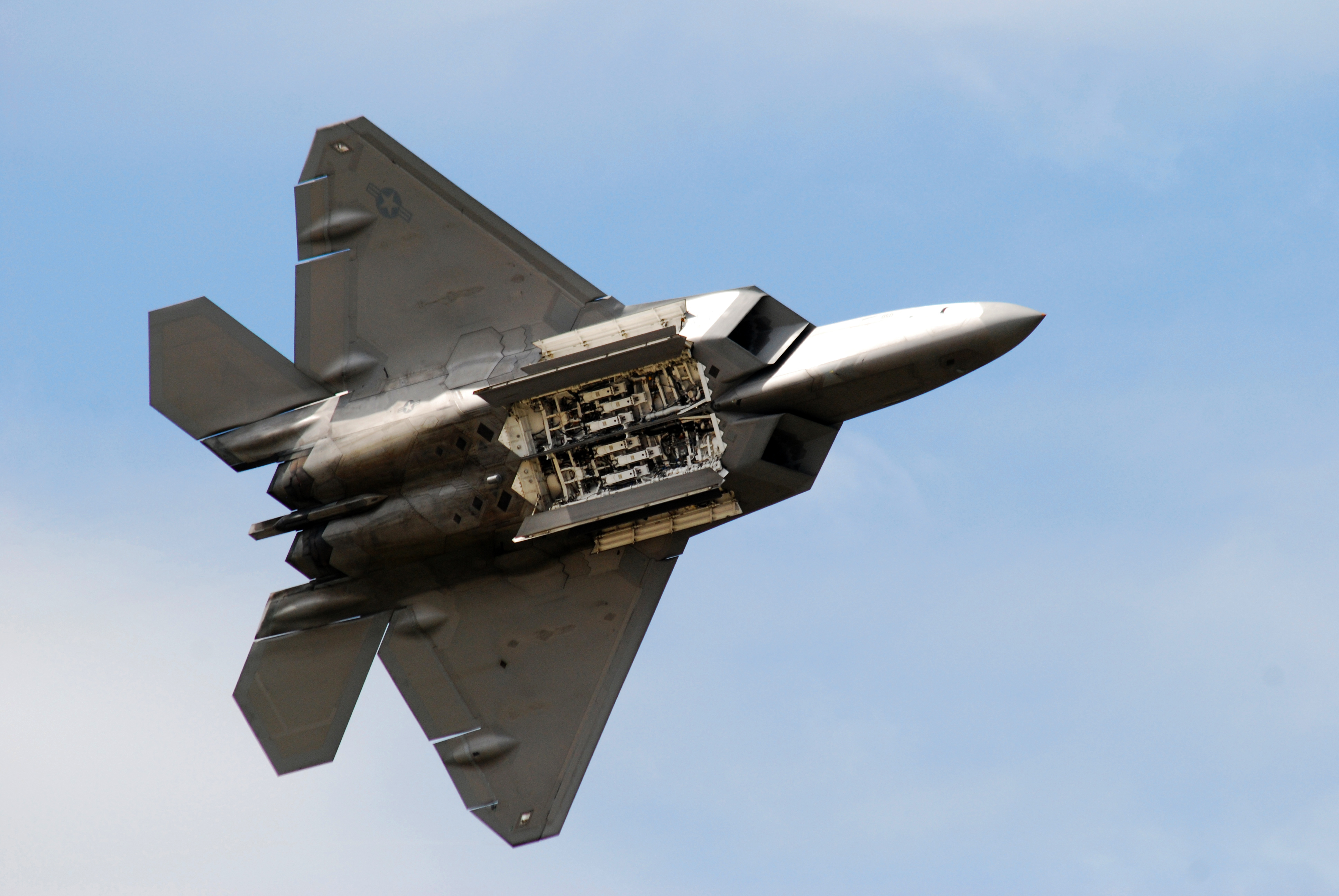
F-22のウェポンベイ

内部に「トラピーズ」（Trapeze：空中ブランコの意）と呼ばれるアームが備わっており、兵装はウェポンベイ内で切り離して自由落下させるのではなく、このアームが伸びることによってウェポンベイ内から機外へと放出される機構となっている。ロケットをウェポンベイ内で噴かすわけにはいかないし、投弾後に点火するのでは弾体の姿勢が大きく乱れて機体が噴炎を浴びたり、ミサイルシーカーが標的をロストする等の不具合がある。トラピーズやレール式のパイロンはこうした問題が起きないよう、ミサイルの推力が安定するまで弾体の姿勢と母機とのクリアランスを適正に保持する。
F-22などではミサイルを発射するまではウェポンベイの扉は開きっぱなしであるが、例外としてJ-20の側面ウェポンベイではウェポンベイの扉を開けミサイルを外に出して扉を閉じ、ミサイル発射後再び扉をあけレールを引っ込めるという形になっている。

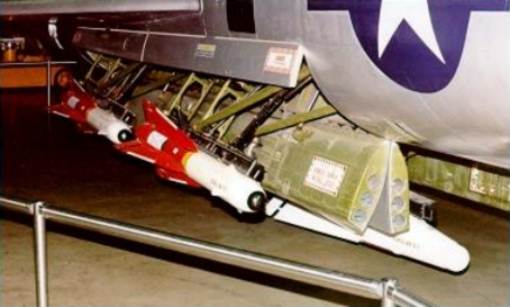
F-102のウェポンベイ
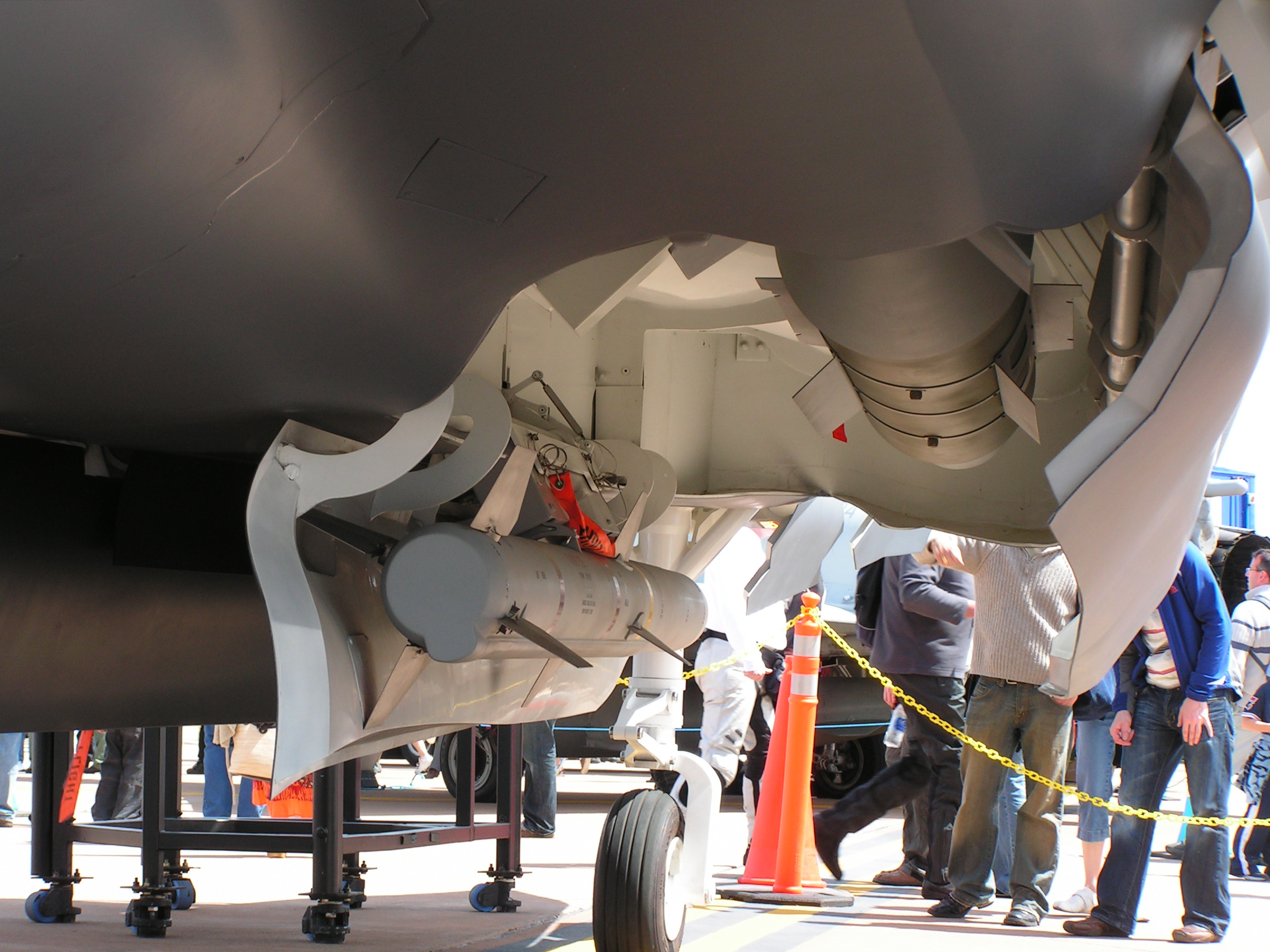
F-35のウェポンベイ